# 杭州城市阳台

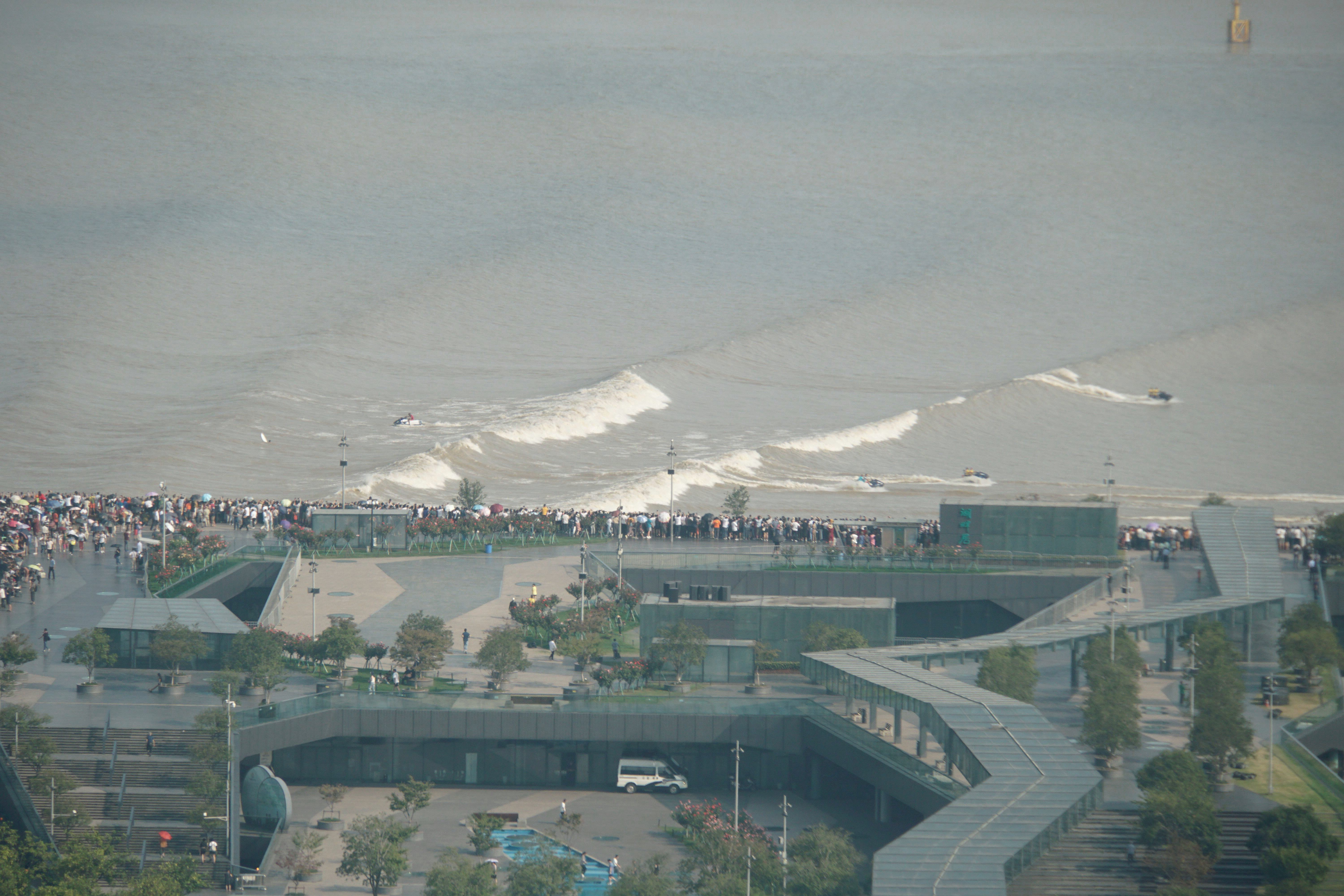
2019年钱江潮通过城市阳台

杭州城市阳台是位于杭州市钱江新城核心区中轴线上的一个景观平台。它以钱塘江堤岸为底线，外挑江面80米，宽320米，建筑面积约2万平米，两翼副阳台全长2.3公里。是一个集休闲、观潮、游憩、放松心情等多种功能于一体的现代城市公园。

## 图片
- 远看市民中心与大剧院
- 江面

## “城水光影”灯光秀

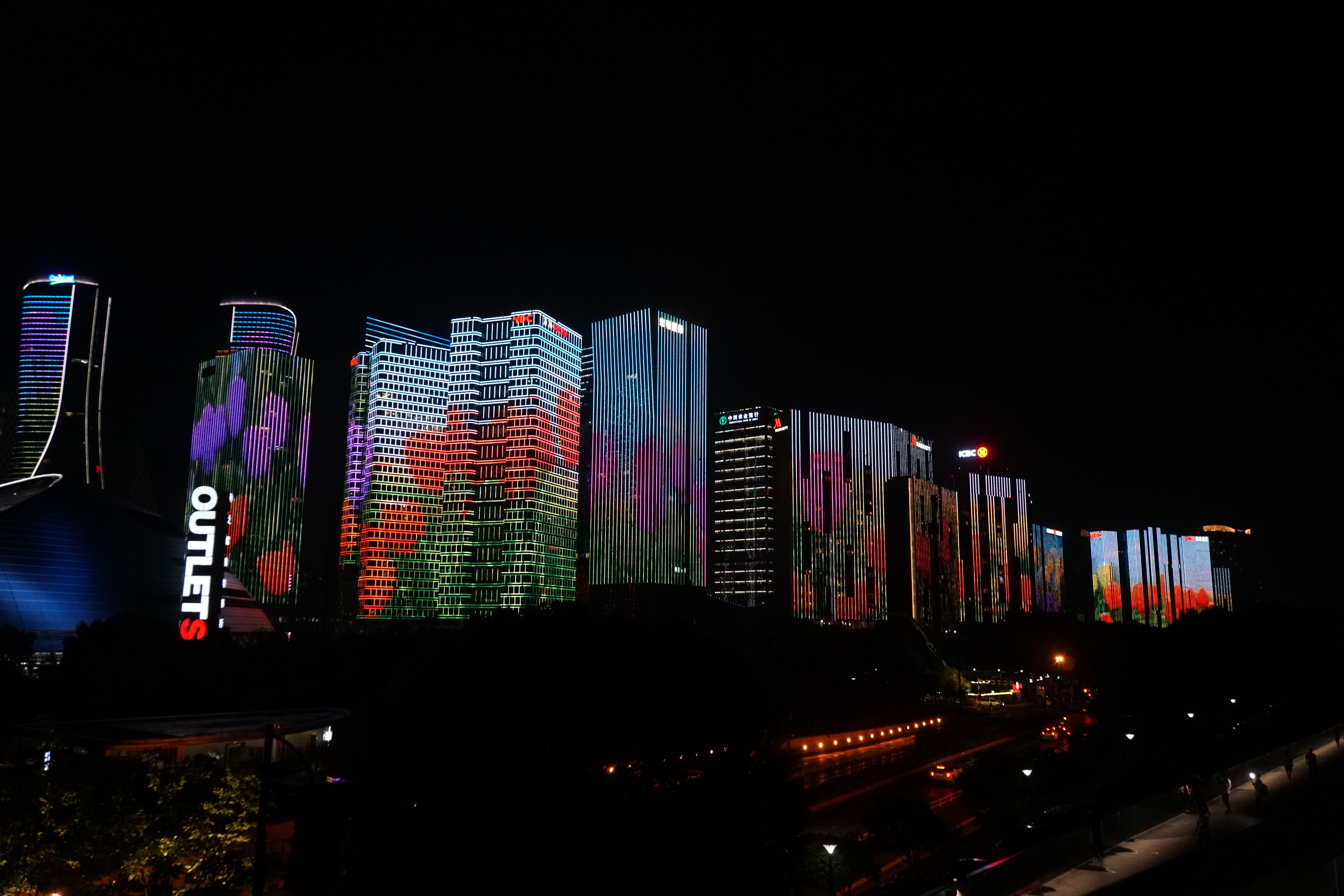
从城市阳台观看钱江新城灯光秀

主题表演以楼面灯光表演为主要内容，将临江近2公里长共40座建筑外立面串联在一起，用点光源灯具组成媒体立面，作为播放动画的载体。表演每周二、五、六进行两场约30分钟，分为“水之灵”、“城之魂”和“光之影”三个篇章，意在体现杭州“城”、“水”、“光”、“影”的城市特点。

### 表演时间
时间：每周二、五、六晚19:30,20:30（夏季）、每周二、五、六晚18:30,19:30（冬季）